# ディック・アンソニー・ウィリアムズ
ディック・アンソニー・ウィリアムズ（Dick Anthony Williams,  1934年8月9日 - 2012年2月16日）は、アメリカ合衆国の俳優である。

## 来歴
1934年、イリノイ州シカゴ生まれ。1968年にテレビドラマと『Uptight』という映画で俳優デビューを果たした。1970年代から1980年代にかけて、コンスタントにキャリアを重ね、テレビドラマシリーズや映画など様々な作品へ出演し、俳優としての確固たる地位を築き上げた。1975年のアル・パチーノ主演の『狼たちの午後』や1979年のスティーヴ・マーティン主演の『天国から落ちた男』などへも出演で知られるほか、1990年のティム・バートン監督作品の『シザーハンズ』ではジョニー・デップ演じる孤独な青年エドワード・シザーハンズに理解を示す黒人警官役でも知られている。

### 私生活
1988年に女優のグロリア・エドワーズと結婚し、二人の子供がいる。

### 死去
2012年、カリフォルニア州・ヴァンナイズで死去。77歳だった。

## 出演作品

### 映画
- Tight (1968)
- 失われた男 The Lost Man (1969)
- ショーン・コネリー/盗聴作戦 The Anderson Tapes (1971)
- 娼婦殺人事件/鮮血の白い肌 Who Killed Mary Whats'ername? (1971)
- The Mack (1973)
- マシンガン用心棒 Slaughter's Big Rip-Off (1973)
- 翔んでる一家・反乱家族大奮戦 Five on the Black Hand Side (1973)
- 狼たちの午後 Dog Day Afternoon (1975)
- Deadly Hero (1975)
- The Long Night (1976)
- ザ・ディープ The Deep (1977)
- カンヌの恋人 An Almost Perfect Affair (1979)
- 天国から落ちた男 The Jerk (1979)
- クレイジー・ナイト The Night the City Screamed (1980) ※テレビ映画
- レイプジャック・襲われた人妻 A Gun in the House  (1981)
- シスター・シスター Sister, Sister (1982)
- Grizzly II: The Concert (1983)
- 密殺集団 The Star Chamber (1983)
- 裏窓の眼/ のぞき魔連続殺人事件 Through Naked Eyes (1983)
- クレイジー・ファミリー/ 太陽がめいっぱい Summer Rental (1985)
- 友よ、風に抱かれて Gardens of Stone (1987)
- タップ Tap (1989)
- モ'・ベター・ブルース Mo' Better Blues (1990)
- シザーハンズ Edward Scissorhands (1990)
- The Rapture (1991)
- The Gifted (1993)
- ザ・プレイヤーズ The Players Club (1998)
- Virgin Again (2014)
- The Stolen Moments of September (2007)
- Steam (2007)
- ブラッド&ボーン 真拳闘魂 Blood and Bone (2009)

### テレビドラマ
- ドラグネット1967 Dragnet 1967 (1968)
- 鬼警部アイアンサイド Ironside (1968, 1973)
- ぼくらのナニー Nanny and the Professor (1970)
- 刑事スタスキー&ハッチ Starsky and Hutch (1975)
- ロックフォードの事件メモ The Rockford Files (1977)
- アトランティスから来た男 Man from Atlantis (1977, 1978)
- ジェファーソンズ The Jeffersons (1980)
- OH！ハードボイルド Tenspeed and Brown Shoe (1980)
- 事件記者ルー・グラント Lou Grant (1981)
- アメリカン・プレイハウス American Playhouse (1983, 1989)
- 女刑事キャグニー&レイシー Cagney & Lacey (1983)
- 超能力プリンス マシュー・スター The Powers of Matthew Star (1983)
- Dr.トラッパー/サンフランシスコ病院 Trapper John, M.D. (1984)
- ワイルド・ブラッド Our Family Honor (1985)
- B.L.ストライカー B.L. Stryker (1989)
- ホークと呼ばれた男 A Man Called Hawk (1989)
- 弁護士シャノン Shannon's Deal (1990)
- L.A.ロー 七人の弁護士 L.A. Law (1990, 1993)
- Xファイル X-File (1994)
- 騎馬警官 Due South (1995)
- 犯罪捜査官ネイビーファイル JAG (1997)
- NYPDブルー NYPD Blue (1997)
- シカゴ・ホープ Chicago Hope (1997)
- ザ・シールド ルール無用の警察バッジ The Shield (2002)